# Daniel Frank Austin
Daniel Frank Austin (* 18. Mai 1943 in Paducah, Kentucky; † 20. Januar 2015 in Tucson, Arizona) war ein US-amerikanischer Botaniker. Sein offizielles botanisches Autorenkürzel lautet „D.F. Austin“, früher wurde auch „Austin“ benutzt.

## Leben
Austin studierte Biologie an der Murray State University und erhielt dort 1966 seinen Bachelor-Titel. Den Master- (1969) und Doktortitel (1970) erwarb er während seiner Arbeit an der Washington University und dem Missouri Botanical Garden, seine Dissertation legte er zum Thema „A Monograph of the American Erycibeae (Convolvulaceae): Maripa, Dicranostyles and Lysiostyles“ ab. Er arbeitete für das Department of Plant Sciences der University of Arizona sowie für das Arizona-Sonora Desert Museum, das Drylands Institute, das Department of Biological Sciences der Florida International University und den Fairchild Tropical Garden. Er war emeritierter Professor der Florida Atlantic University in Boca Raton.

## Forschung
Seit den 1970er Jahren lag das Forschungsinteresse Austins auf den Windengewächsen (Convolvulaceae), hier insbesondere bei den amerikanischen Arten der Gattung der Prunkwinden (Ipomoea). Weiterhin lagen Schwerpunkte seiner Forschung auf Evolutionsbiologie, Ethnobotanik und dem Einfluss fremder Pflanzen auf gefährdete Pflanzenarten.

## Veröffentlichungen
Daniel Frank Austin hat über 35 Bücher und einzelne Kapitel von Büchern veröffentlicht, war (Mit-)Autor von über 100 Beiträgen zu wissenschaftlichen Magazinen und über 60 populärwissenschaftlichen Beiträgen. Sein Buch Florida Ethnobotany wurde 2005 mit dem „Mary W. Klinger Award“ ausgezeichnet und war 2006 für den „Council on Botanical & Horticultural Libraries' Seventh Annual Literature Award“ nominiert.

## Ehrungen
Nach ihm ist die Pflanzengattung Austinia Buril & A.R.Simões 2014 aus der Familie der Windengewächse (Convolvulaceae) benannt.